# Мунтян, Александр Сергеевич
Александр Сергеевич Мунтян (укр. Олександр Сергійович Мунтян; род. 8 декабря 1993 года, Кишинёв) — украинский спортсмен, мастер спорта Украины международного класса по бодибилдингу.

## Биография
Александр Сергеевич Мунтян родился 8 декабря 1993 года, в городе Кишинев. С 8 лет родители отдали на секцию джиу-джитсу, за 5 лет дошел до 4-го кю. До 13 лет жил в Кишиневе, после чего с мамой и братом переехал в Николаев (Украина). В школьные годы играл в футбол, занимался борьбой, участвовал в различных соревнованиях за школу. В 2011 году окончил школу и впервые пошел в тренажерный зал. В 2014 году впервые решил подготовиться к соревнованиям по бодибилдингу. Дебют в соревновательном бодибилдинге прошел на чемпионате Одесской области, выступил в категории бодибилдинг (юниоры до 23 лет), где занял 3 место. Через две недели после этого турнира выступил на чемпионате Украины IFBB в городе Черкассы, в категории классический бодибилдинг (юниоры), где занял первое место.
В 2015 году получил травму и не выступал на соревнованиях полтора года. Главный успех в спортивной карьере выпал на 2021 год. Весной 2021 года сначала выиграл первое место на кубке Украины IFBB в категории менс физик, попал в сборную Украины и затем в её составе поехал на чемпионат Европы IFBB в Санта-Сусанну (Испания), где стал абсолютным чемпионом Европы в категории менс физик IFBB.
Осенью 2021 года стал чемпионом Украины IFBB в категории менс физик, а затем в ноябре того же года чемпионом мира IFBB в категории менс физик.